# Caravaggio: The Search
Caravaggio: The Search è un film del 2008 diretto da Michael C. Merisi e Maureen Murphy e basato sulla vita del pittore italiano Michelangelo Merisi da Caravaggio.